# 2010년 프랑스 연금개혁법 반대 시위

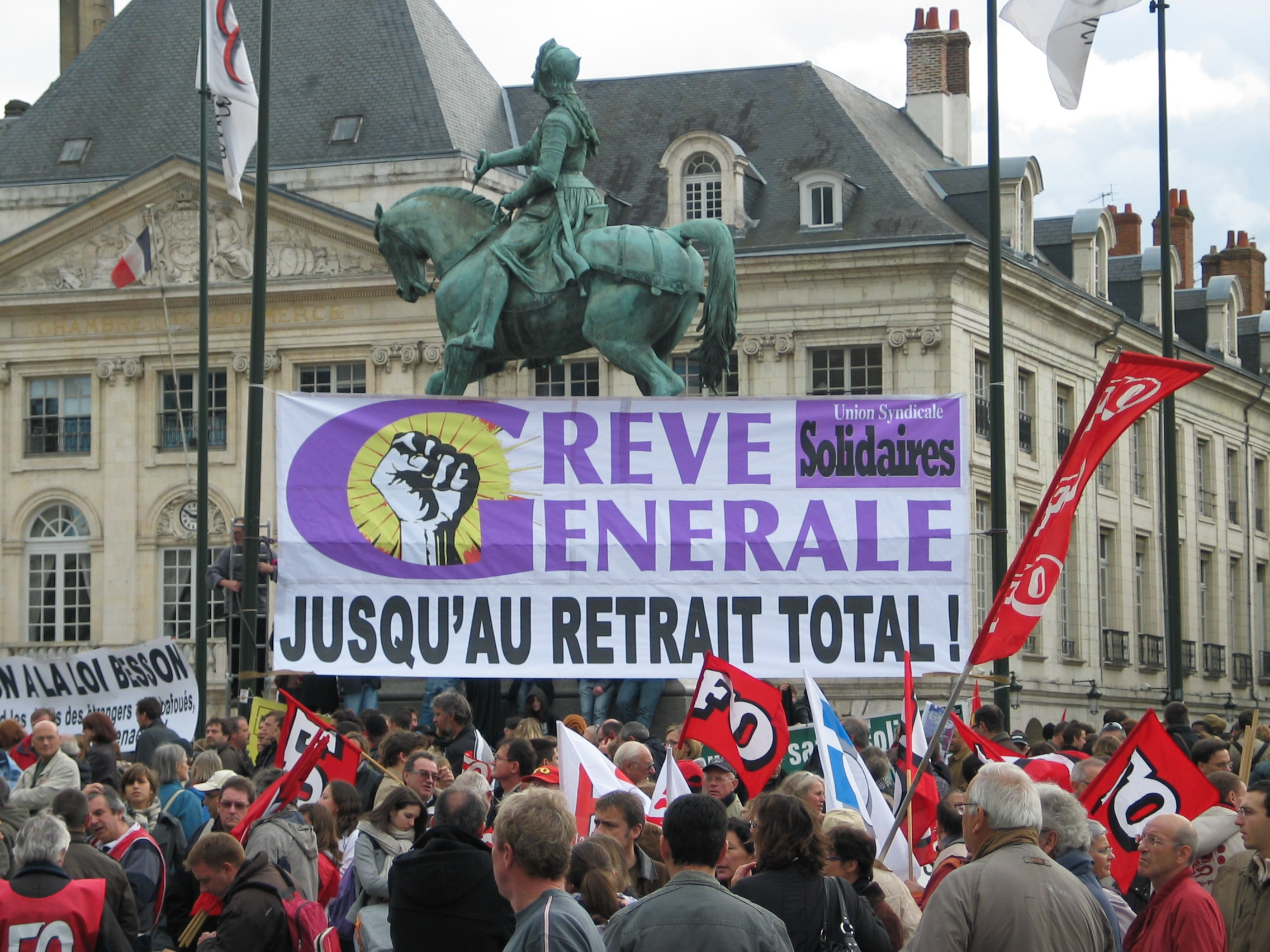
프랑스 노동계 시위

2010년 프랑스 연금개혁법 반대 시위는 2010년 9-10월 프랑스 주요 도시에서 연금개혁에 반대하는 총파업이다.
주요 도시에서는 국영기업, 민영기업 가리지 않고 노동조합 구성원이 모여 시위에 동참하고 있으며 보르도, 딜, 리옹, 마르세유, 파리 등지에서 연금 수혜 혜택을 종전의 65세에서 67세로, 정년 연도를 60세에서 62년으로 연장하는 내용에 반대 시위를 벌이고 있다.
시위로 인해 도로교통에 차질이 빚어지면서 도로를 봉쇄한 노동계의 시위에 따라 운전자가 피해를 보고 택배 등 정제업소 등의 이송에 초유의 사태가 빗어지고 있어 프랑스 전역에서 유류 부족 상태가 나타나고 있다. 프랑스 학생들도 노동계와 함께 시위 대열에 동참하면서 400여 곳의 고등학교 주변에 바리케이트를 설치해 다른 학생들이 수업에 참여하는 것을 방해하는 등의 행위도 적지 않게 행해지고 있다.
이번 시위는 대중적으로 지지를 받은 1995년 프랑스 시위 사태와 비교되고 있는데 당시 시위는 70% 정도의 응답자 지지를 받았다. 이에 따라 최근 프랑스에서도 지금의 상황이 1995년도와 마찬가지로 국민적인 지지를 충분히 받아 일련의 상황에 대해 전폭적인 지지를 받을 수 있을 것으로 보고 있다. 노동총연합(General Confederation of Labour) 비서는 1995년 이후 이렇게 많은 인파가 모든 사회 계층을 막론하고 거리로 나온 적이 없었다고 인터뷰했다. 정부조차도 사태 악화를 점치면서 집단 소요사태가 일어나는 것 아니냐는 생각까지 전해지고 있다. 그는 정부의 뜻대로 되지 않을 것임을 보여줄 수 있을 힘이 우리 손에 있다고 알자지라 방송국에 말했다.

## 시위 사태 발생 이유

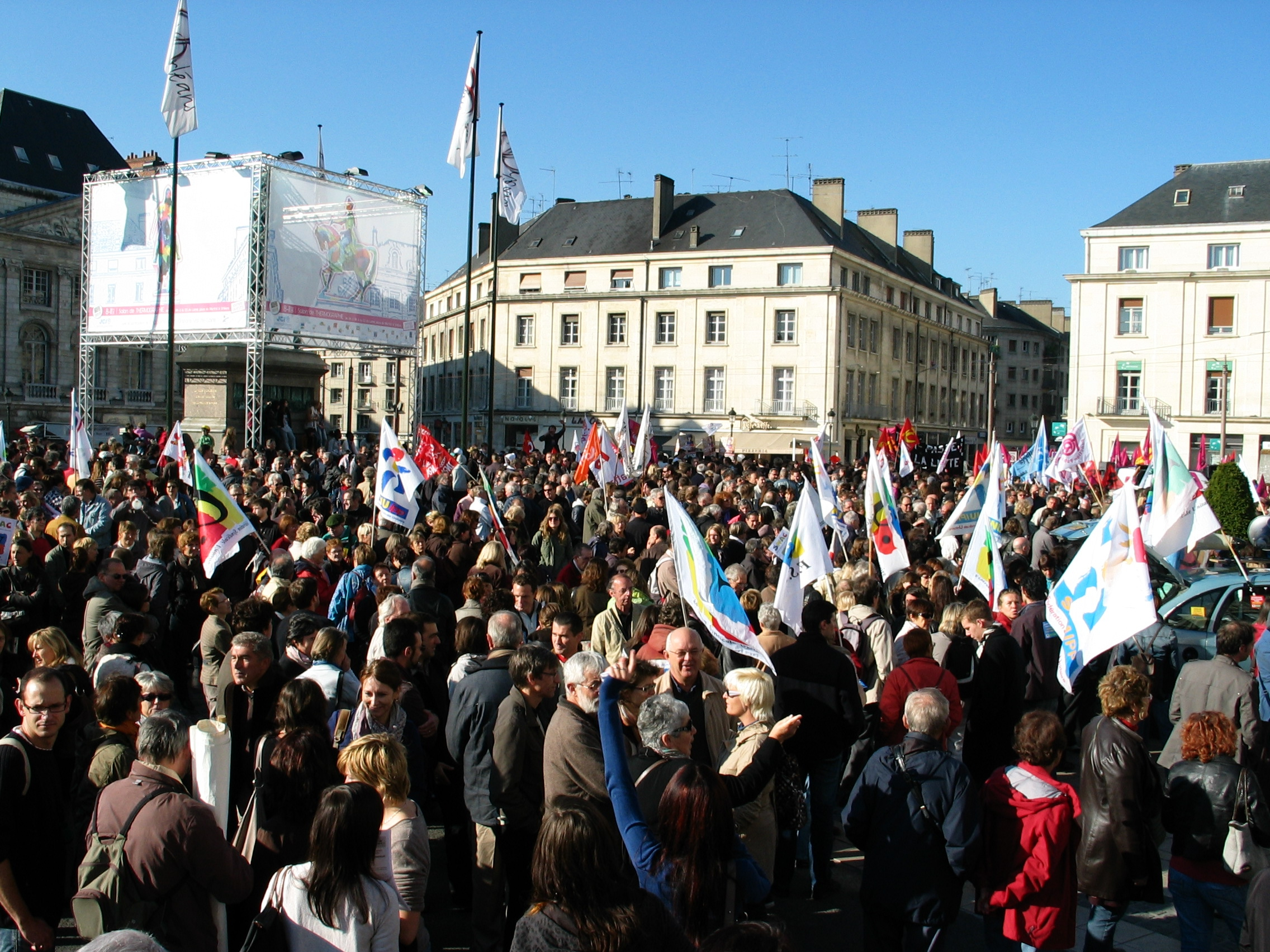
10월 12일 시위

2007년 프랑스 정부는 국민복지를 비롯한 서민정책에 대해 전면적인 검토에 착수했다. 정부 연금 고갈을 조금이라도 줄이고 늦추기 위한 주요 제안은 정년 시기를 늦추는 방법이었다.
프랑스 정부는 연금 수혜 기간을 65세에서 67년으로 늦추도록 했으며 이 방법은 공공지출 축소를 위함이다. 일부 노동자 계층이 이 변화에 대해 불편한 심기를 내보이면서 노동계에서 여러 파업에 착수하고 있다.
파업 규모를 보면 사르코지 대통령에 대한 노골적인 반감의 정도를 가늠할 수 있다. 국민들은 정부의 정책 접근에 대한 신용도 추락과 불만족스러움을 표출하고 있는 것이다.

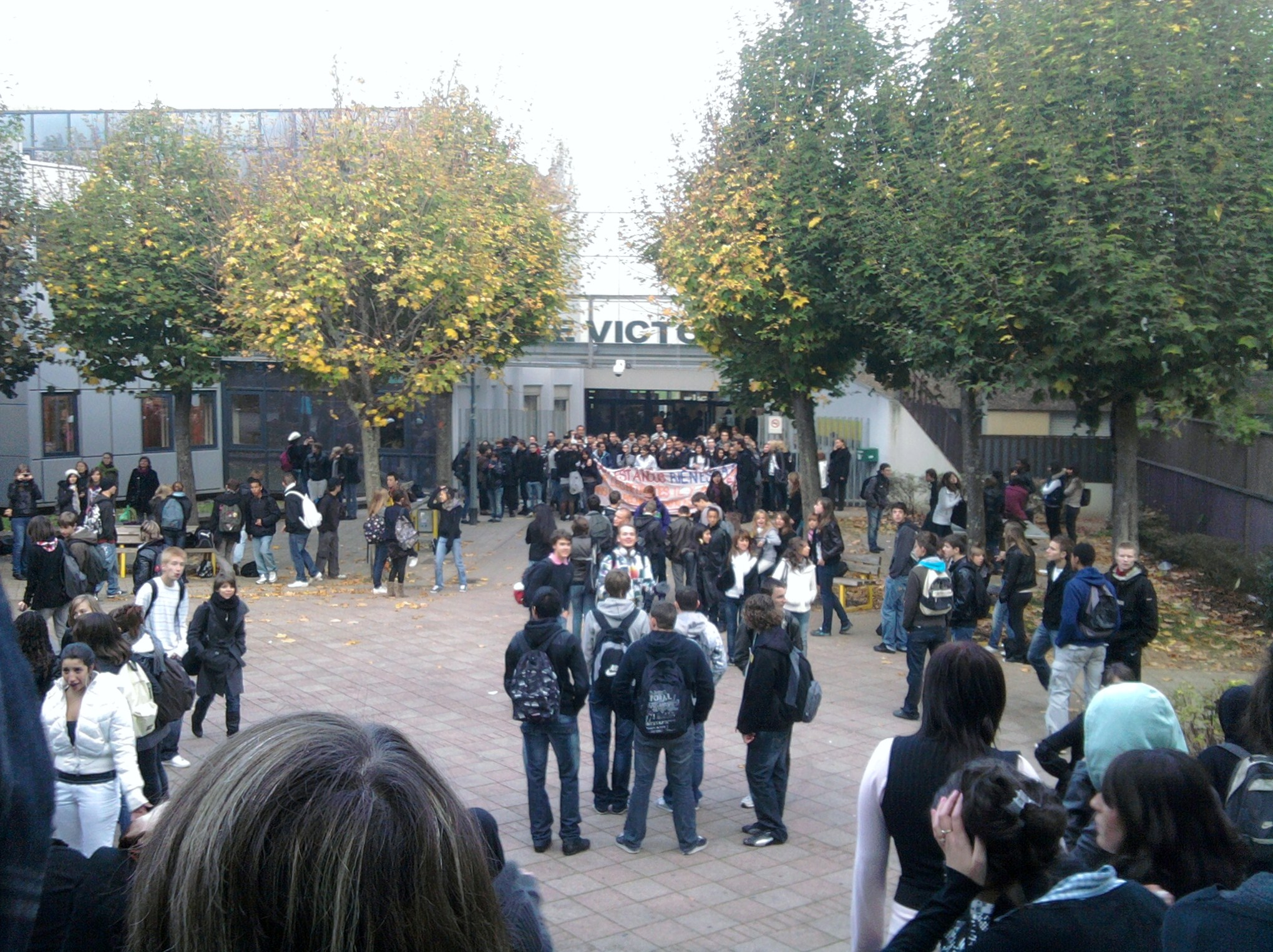
2010년 10월 14일 빅토르 휴고 고등학교 인근의 고등학생들 모습

최근 수년간 세계 경제 위기에도 불구하고 정부는 최상위 계층에 대한 절세 정책을 유지하면서 대기업에 대한 친기업정책을 유지했다. 프랑스인들은 정부 재정에 문제가 있었음에도 불구하고 경제 위기 상황 속에서 부유층에 대한 세금 감액을 계속 유지했다는 점에 대해 정부가 어떤 추론 과정을 거쳤는지에 대해 의문을 품고 있다. 2005년 절세는 22억에 달하는 정부 재정 축소를 가져와 이후 3년간 회계 재정에 손해를 가져왔고 반대로 주요 대기업에는 당초 예상과 같이 0억원의 이익을 주는 꼴이 됐다.

## 정부대응
시위 사태에 따른 결과로 일부 소소한 부분에서의 개정법 규정에 대한 수정이 있었다. 니콜라스 사르코지 대통령은 일부 어머니들이 육아를 위해 일을 포기해야 하는 것을 감안해 연금을 이상 없이 받을 수 있을 것이라고 밝혔다. 그러나 핵심 내용에 대한 수정은 전혀 없는 상태이다.

## 국제 사회의 반응
이란이 프랑스에 대한 대립각을 세웠다. 이란은 "민주주의에서 당신의 생각을 그대로 펼치는 것이 맞다고 가르치는데 당신은 그 표현을 폭력 없이 해야 한다. 그런데 사르코지는 다수가 자신의 의견을 지지할 때만 그 당위성을 인정할 뿐 반대의 상황에서는 그렇지 못하다. 프랑스인들이 그의 생각에 얼마나 표를 던질 수 있을 지 의문이 든다"며 논평했다. 특별한 특정 국가의 언급은 없는 상태이다.

## 같이 보기
- 2023년 프랑스 연금 개혁 파업